# Дипалладийбарий
Дипалладийбарий — бинарное неорганическое соединение
палладия и бария
с формулой BaPd2,
кристаллы.

## Получение
- Сплавление стехиометрических количеств чистых веществ:

{\displaystyle {\mathsf {2Pd+Ba\ {\xrightarrow {1360^{o}C}}\ BaPd_{2}}}}

## Физические свойства
Дипалладийбарий образует кристаллы
кубической сингонии,
пространственная группа F d3m,
параметры ячейки a = 0,7953 нм, Z = 8,
структура типа димедьмагния MgCu2 (фаза Лавеса)
.
Соединение конгруэнтно плавится при температуре1360°C.